# Ohře
L'Ohře (in tedesco:  Eger) è un affluente di sinistra dell'Elba. Nasce in Germania dal Fichtelgebirge e attraversa i Monti Metalliferi prima di confluire nell'Elba, per un totale di 316 km, di cui 65 km in Germania e 251 km nella Repubblica Ceca. L'area del bacino del fiume ha una dimensione di 6.255 km², dei quali 5.614 km² nella Repubblica Ceca e 641 km² in Germania.
L'Ohře è principalmente utilizzato per l'irrigazione e per la produzione di energia elettrica. È sbarrato da due dighe: Skalka (costruita nel periodo 1962–1964, area 378 ha) e Nechranice (costruita nel periodo 1961–1968, area 1338 ha). Il fiume attraversa le seguenti, importanti città: Cheb, Sokolov, Loket, Karlovy Vary, Ostrov nad Ohří, Klášterec nad Ohří, Kadaň, Žatec, Louny, Libochovice, Budyně nad Ohří, Terezín e Litoměřice.

## Affluenti
- Selbbach (cecosl.: Račí potok)
- Silberbach
- Großbach (cecosl.: Libský potok)
- Röslau (cecosl.: Reslava)
- Buchbach (cecosl.: Výhledský potok)
- Schladabach (cecosl.: Slatinný potok )
- Scheidebach/Soosbach (cecosl.: Sázek)
- Fleißenbach (cecosl.: Plesná)
- Wondreb (cecosl.: Odrava)
- Leibitschbach (cecosl.: Libocký potok, Confine orientale delle storiche Egerlandes)
- Zwota (cecosl.: Svatava)
- Rolava (tedes.: Rohlau)
- Teplá (tedes.: Tepl)
- Lomnice (tedes. Lomnitz)
- Bystřice (tedes.: Wistritz)
- Prunéřovský potok (tedes.: Brunnersdorfer Bach)
- Liboc (tedes.: Aubach)
- Hutná (tedes.: Saubach)
- Blšanka (tedes.: Goldbach)
- Chomutovka (tedes.: Assigbach)
- Hrádecký potok
- Rosovka
- Hasina
- Smolnický potok